# Nevetlenfalu
Nevetlenfalu (korábban Gyakfalva, ukránul Неветленфолу, Nevetlenfolu, Gyakovo, Gyakove) község Kárpátalja déli részén, a Beregszászi járásban, Ukrajna területén.

## Földrajz
Nevetlenfalu az Avas-hegység nyugati lábánál Batár és Akli települések között terül el, Nagyszőlőstől 23 km-re az ukrán-román határ mentén. Északról a Batár folyó szegélyezi. Egy 124 méter tengerszint feletti magasságon elhelyezkedő, viszonylag sík területen fekszik, amely délnyugat irányba enyhén lejt. A társközségébe tartozó Aklihegy érinti az Avas-hegység nyugati lejtőit.

## Történelem

### Kezdetektől a névváltásig
Területe már az Árpád-házi királyok idején benépesült. A tatárjárások idején a falut többször felégették, elpusztították.
Az első írásos említése 1380-ból való Gyakfalva néven, de a falu nevet viselő Gyakfalvy család már a század derekán (1360) is szerepel, mikor a Sásváryak a Gyakfalvyaknak engedik át a Gyakfalvával szomszédos, s a család által hamar elvesztett szántóföldeket. A Batár folyó mocsaras környékére települt falu kisnemesi szerkezetű. A település kezdettől fogva színmagyar, és a XVI-XVIII. sz. új birtokvásárlói sem változtattak rajta. A XVIII. sz. második felében, amikor 1755-ben visszaszerzik a római katolikusok a templomot a reformátusoktól, még inkább felgyorsul a jobbágyság kicserélődése, de ez a lakosság összetételében nemzetiségileg és nyelvileg nem idézett elő változást.
A kistelepülés közelében állt egykor a virágvár elnevezésű földvár is.

### A névváltás oka és legendája
A falu csak 1619-ben fordul elő Nevetlenfalu néven, amelyet véglegesen csak a XVIII. sz. második felében fogadnak el hivatalosként, addig felváltva használják hol a régi, hol az új nevét.

Legkorábbi ismert neve Gyakfalva (1360), mely a személynévként is alkalmazott 'tanult ember, írnok' jelentésű deák főnévnek és a birtokos személyraggal ellátott falu főnévnek az összetételéből származik. A név előtagja egybeesik a gyak (közösül) igével, s emiatt kezdték az illetlennek tartott eredeti név helyett valamikor 1619 után a Nevetlenfalu névalakot használni.
A helyi legenda szerint egyszer egy parasztlány egy arra lovagoló kapitánynak nem merte megmondani, hogy hol lakik, ugyanis szégyellte kimondani a falu nevét. Gondolt egyet, és azt felelte, hogy nincs annak a falunak neve, amelyben ő lakik. A lány felelete tudomására jutott az alispánnak, aki eltörölte a falu régi nevét nyilvános rendelet alapján. A falu eredeti neve ugyanis az volt, hogy b...ás ( coitus latinul, de argóban). Ezt erősíti meg a másik legenda, amit a Duna TV-től kijött stábnak mondott a magyar polgármester: az történt, hogy nem lévén temploma a falunak, a lányok átjártak abba a faluba, ahol volt templom, s ahol az ottani legények kérdezték ezen lányokat, hogy azok honnan jöttek, s a tarthatatlan állapot után változtatták meg a településnevet.
Egy évszázadnyi vegyes névhasználat után, a vármegye alispánja 1720. évi határozatában a Nevetlenfalu elnevezést rendelte el.

### A 20. századtól napjainkig

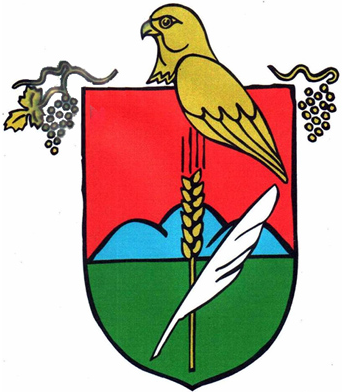
Nevetlenfalu első címere

1919-ig Magyarországhoz (Ugocsa vármegye), ezt követően az első bécsi döntésig Csehszlovákiához, 1938-tól 1944-ig ismét Magyarországhoz tartozott. A második világháború alatt határvadász-őrs működött a községben, lakosai közül hatan haltak hősi halált. 1944 őszén a szovjetek 49 férfit hurcoltak el, közülük 13 soha nem tért haza. 1944 és 1991 között a Szovjetunióhoz tartozott. 1991-től a független Ukrajna területéhez tartozik.
A magyar fennhatóság idején körjegyzőségi székhely volt, jelenleg községi tanácsa helyben van, hozzá tartozó társközségei Batár, Aklihegy, Akli (Öregakli) és Aklitanya (Újakli).

## Népesség

### Lakosságszám, nemzetiségi összetétel
1900-ban 503 lakosából 499 magyarnak vallotta magát.
1910-ben 542 magyar lakost írtak össze.
1999-ben 1620 lakosának 80%-a volt magyar.
A 2001-es hivatalos népszámlálási adatok alapján 1632 fő volt az állandó lakossága, amelyből 1401 (85,85%-a) magyar nemzetiségűnek vallotta magát.
A becslések szerint napjainkra a település elérte az 1750 főt, amelyből több, mint 1500 magyar nemzetiségű.

### Vallási megoszlás
1900-ban: 231 római katolikus, 143 református, 86 görögkatolikus, 39 izraelita.
A vallási hovatartozás tekintetében megoszlik a lakosság a római katolikus és a református egyház hívei között, szórványban élnek görögkatolikusok is.
2011-től mindhárom felekezet saját templommal rendelkezik.

## Közlekedés
A falu határában nagy kapacitású teher- és személyforgalmat lebonyolító határátkelőhely működik.
A település közúton autóbusszal közelíthető meg a Nagyszőlős – Tekeháza – Feketeardó – Csepe – Nevetlenfalu – Halmi (Románia) vonalon, illetve a Nagyszőlős – Tiszaújlak – Tiszapéterfalva – Nevetlenfalu – Halmi (Románia) országúton.
Vasútállomása helyben van a Nevetlenfalu (Дякове) – Királyháza (Королево) vonalon.
2011-ben egy helyi vállalkozó közreműködésével a Vasút utca elhanyagolt felére került új aszfaltréteg.
2012-ben a megyei adminisztráció (300 000 UAH) és a helyi önkormányzat (180 000 UAH) összefogásával a Petőfi utca kapott új aszfaltcsíkot.

## Kultúra és oktatás
1945-től magyar tannyelvű általános, 1988-tól középiskola működik a településen. A középiskolában párhuzamosan magyar és ukrán tannyelvű osztályokban tanulhatnak a gyerekek.
A helybeli kultúrház 350 férőhelyes, gyakran tartanak magyar rendezvényeket, hagyományőrző szórakoztató rendezvényeket. Színvonalasan működik a folklóregyüttes, melynek sikeres munkájához a helyi zeneiskola biztosítja az utánpótlást.

### Aranykalász
Az Aranykalász Dal- és Táncegyüttes 1987-ben választotta nevét, de alakulása korábbra tehető. A vegyeskar 55 taggal indult. Vezetője Iváncsi József. A tánccsoport 20 taggal indult, vezetője Takács Margit. A zenekar 10 taggal indult, vezetője Huszti József.
- 1988-ban volt az első külföldi vendégszereplés.
- 1991-től új vezetővel dolgozott tovább az énekkar és a zenekar.
- 1996-ban volt az énekkar utolsó külföldi vendégszereplése, ebben a felállásban.
- 2003-tól már csak a tánccsoport működik.
- 2012-ben, hosszú kihagyást követően  ismét vendégszereplésre hívják meg a megújult, átszerveződött együttest Magyarországra.

## Szórakozás

### Labdarúgás
1957 óta kisebb-nagyobb megszakítássokkal a település labdarúgócsapata jelen van a megyei és a járási labdarúgás élmezőnyében. FC Nevetlen

### Tekézés
A stadion mellett tekepálya található, amely a közép- és nyugdíjaskorú férfilakosok vasárnapi kikapcsolódásának helyszíne.

## Nevezetességek, emlékhelyei

### Római katolikus templom
A falu középkori eredetű római katolikus temploma mára teljesen átépült.
A templom hivatalos megnevezése: Szent Kereszt Felmagasztalása templom.
A plébániát a XIV. században alapították. A hitújítás idején elvész az ősi kistemplommal együtt. A katolikusok a templomot 1744-ben szerzik vissza. A plébániát 1790-ben állítják helyre. Mivel a templom a különféle viszontagságok közepette, kivált pedig az 1880. évi földrengés által szerfölött megrongálódott, újnak az építésébe fogtak, melyet 1903-ban szenteltek fel.
A kárpátaljai ferences misszió 1989-ben éri el a települést, amely az első évek nehézségei után 1991-ben nagy átalakulások indulnak következnek be: elfoglalja a mai helyét az oltár, új gyóntatószék készül stb.
A XXI. sz. elején felújításon esik át, 2008-ban átalakítják a fűtésrendszerét, gázfűtésűre.
A misszióban eddig 15 ferences atya vett részt, a jelenlegi lelkipásztora Hajas László 'Ámosz' atya, kurátor: Fudella Attila.
Anyakönyvezés kezdete: 1790.
Istentisztelet nyelve: magyar.
Filiája: Aklihegy.
Kiemelkedően értékes, ellenben meglehetősen rossz állapotú orgonáját, mely ma műemlékértékű, a pozsonyi Karl Klöckner mester építette 1844-ben; 1984-től pedálos orgona helyettesíti, amelyet 1994-ben elajándékoznak az aklihegyi templomnak, mivel új elektromos orgona veszi át a pedálos helyét, amely a mai napig szolgálatot teszt a gyülekezetnek.

### Református templom

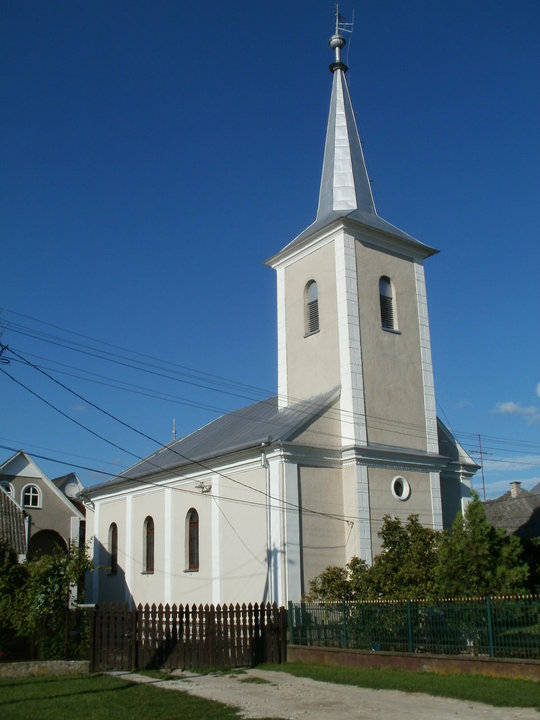
Nevetlenfalu református temploma

A XIX. századi gótikus stílusú református templom helyére 1910-ben egy új templom épült. A jó arányú, klasszicista jellegű templom egyhajós, a nyolcszög három oldalával záruló apszissal. A nyugati homlokzat felett emelkedő kétszintes, hegyes gúlasisakos tornya háromszög oromzattal kapcsolódik a hajóhoz. A lizénákkal tagolt homlokzatokon lévő ablakok és a nyugati bejárat félköríves záródásúak. 1937-ben szentelték fel az Egry Ferenc öntötte új harangot.
A templom 200 férőhelyes.
1987-ben a hívek adományából felújították a templomot.
1996-ban a gyülekezet visszakapta tulajdonába az 1948-ban törvénytelenül elkobzott parókiát.
2010-ben, az új templom építésének 100. évfordulójára modernizálták a fűtésrendszerét. Két harangja közül az egyiket bő 40 évvel ezelőtt kölcsönadták az Akli Egyháznak.
Jelenlegi lelkipásztora: Lőrincz Attila.

### A második világháború és a sztálini áldozatok emlékműve
1992-ben a falu központjában emlékművet állítottak a II. világháború és a sztálinizmus áldozatainak.

### Fatimai Szűzanya-szobor
Az orvosi rendelő előterében, a Fogadó utcában: 2002. május 13-tól Fatimai Szűzanya-szobor áll. A szobrot saját költségén a mátészalkai id. Fudella László, a település  szülötte építette.

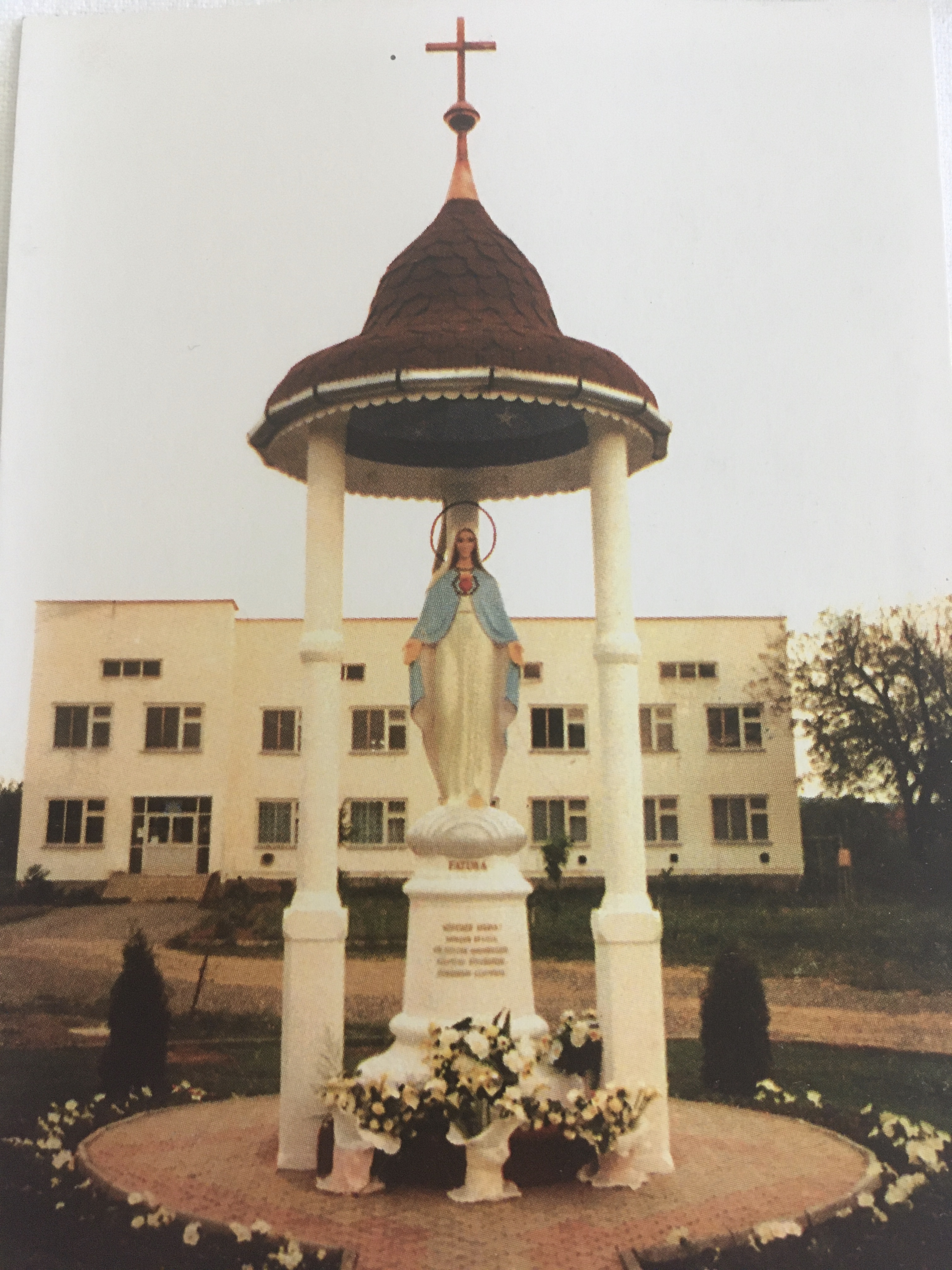
Fatimai Szűzanya-szobor

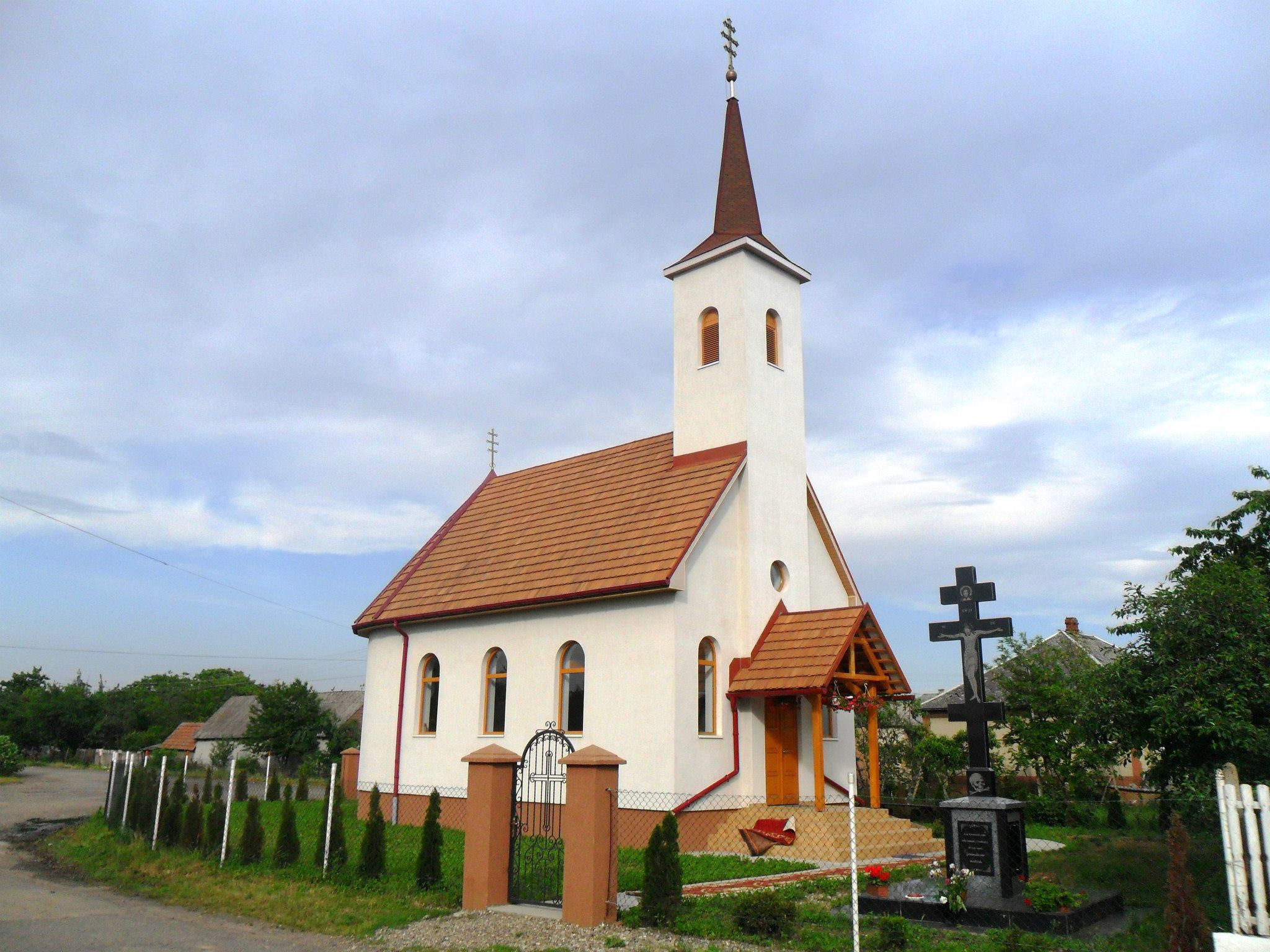
Nevetlenfalu görögkatolikus temploma

### Görögkatolikus templom
2011-ben felavatták a görögkatolikus templomot, amely Petőfi és a Majakovszkij utcák kereszteződésében épült.